# InCulto
InCulto er en litauisk musikgruppe, bestående af Jurgis Didžiulis, Aurelijus Morlencas, Sergej Makidon, Jievaras Jasinskis og Laurynas Lapė.

## Eurovision Song Contest 2010
Den 4. marts 2010 vandt InCulto det litauiske Melodi Grand Prix, og de skulle dermed repræsentere Litauen ved Eurovision Song Contest 2010 med sangen "Eastern European Funk". InCulto gik dog ikke videre fra anden semifinale, og de nåede derfor ikke til finalen den 29. maj.
| Musikgruppe | Spire Denne artikel om en musikgruppe er en spire som bør udbygges. Du er velkommen til at hjælpe Wikipedia ved at udvide den. |